# Bahreini labdarúgó-szövetség
A bahreini labdarúgó-szövetség (arabul: الإتحاد البحريني لكرة القدم في, magyar átírásban: Ittihád el-Bahrajn li-Kurat el-Kadam) Bahrein nemzeti labdarúgó-szövetsége.

## Történelme
1957 alapították. A Nemzetközi Labdarúgó-szövetségnek (FIFA) 1966-tól tagja. Az Ázsiai Labdarúgó-szövetségnek (AFC) 1969-től tagja. Fő feladata a nemzetközi kapcsolatokon kívül, a  Bahreini  labdarúgó-válogatott férfi és női ágának, a korosztályos válogatottak illetve a nemzeti bajnokság szervezése, irányítása. A működést biztosító bizottságai közül a Játékvezető Bizottság (JB) felelős a játékvezetők utánpótlásáért, elméleti (teszt) és cooper (fizikai) képzéséért.